# Herman Frazier
Herman Ronald Frazier (ur. 29 października 1954 w Filadelfii) – amerykański lekkoatleta sprinter, mistrz i brązowy medalista olimpijski z Montrealu z 1976.
Na igrzyskach panamerykańskich w 1975 w Meksyku zdobył złoty medal w sztafecie 4 × 400 metrów.
Na igrzyskach olimpijskich w 1976 w Montrealu zdobył brązowy medal w biegu na 400 metrów, zaś w sztafecie 4 × 400 metrów wywalczył wraz z kolegami złoty medal (sztafeta biegła w składzie: Frazier, Benny Brown, Fred Newhouse i Maxie Parks).
Na igrzyskach panamerykańskich w 1979 w San Juan ponownie zdobył złoty medal w sztafecie 4 × 400 m. Zwyciężył również w tej konkurencji podczas Pucharu Świata w 1979 w Montrealu oraz Olympic Boycott Games w 1980 w Filadelfii.
Brown był akademickim mistrzem Stanów Zjednoczonych (NCAA) w biegu na 400 metrów w 1977 jako reprezentant Arizona State University.
Rekordy życiowe
- bieg na 100 jardów – 9,4 s (1977)
- bieg na 100 metrów – 10,36 s (1974)
- bieg na 200 metrów – 20,75 s (1977)
- bieg na 400 metrów – 44,95 s (1976)

Po zakończeniu kariery Frazier był działaczem sportowym, m.in. wiceprzewodniczącym Amerykańskiego Komitetu Olimpijskiego.